# Citigroup

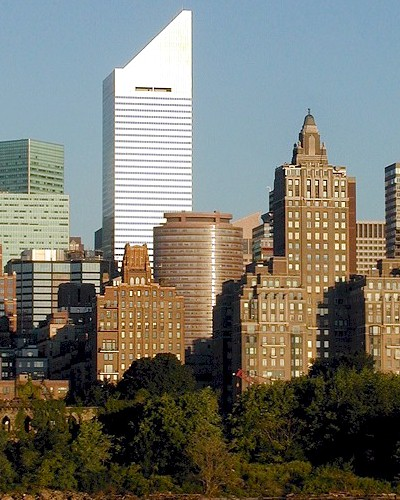
Citigroup Center v New Yorku

Citigroup Inc. (též pouze Citi) (C ) je americká nadnárodní společnost se sídlem v New Yorku, která nabízí bankovní a finanční služby. Vznikla spojením skupin Citicorp a Travelers Group 7. dubna 1998. Od dubna 1997 do června 2009 byly její akcie (NYSE kód C) součástí burzovního indexu Dow Jones Industrial Average. Na žebříčku FT Global 500 řadícím veřejně obchodované firmy podle tržní kapitalizace se v roce 2011 umístila na 39. místě.